# Assassinat de Brian Thompson
Le texte peut changer fréquemment, n’est peut-être pas à jour et peut manquer de recul. 
Le titre et la description de l'acte concerné reposent sur la qualification juridique retenue lors de la rédaction de l'article et peuvent évoluer en même temps que celle-ci.
 (décembre 2024).
La mise en forme du texte ne suit pas les recommandations de Wikipédia : il faut le « wikifier ».
Les points d'amélioration suivants sont les cas les plus fréquents :
- Les titres sont pré-formatés par le logiciel. Ils ne sont ni en capitales, ni en gras.
- Le texte ne doit pas être écrit en capitales (les noms de famille non plus), ni en gras, ni en italique, ni en « petit »…
- Le gras n'est utilisé que pour surligner le titre de l'article dans l'introduction, une seule fois.
- L'italique est rarement utilisé : mots en langue étrangère, titres d'œuvres, noms de bateaux, etc.
- Les citations ne sont pas en italique mais en corps de texte normal. Elles sont entourées par des guillemets français : « et ».
- Les listes à puces sont à éviter, des paragraphes rédigés étant largement préférés. Les tableaux sont à réserver à la présentation de données structurées (résultats, etc.).
- Les appels de note de bas de page (petits chiffres en exposant, introduits par l'outil «  Source ») sont à placer entre la fin de phrase et le point final[comme ça].
- Les liens internes (vers d'autres articles de Wikipédia) sont à choisir avec parcimonie. Créez des liens vers des articles approfondissant le sujet. Les termes génériques sans rapport avec le sujet sont à éviter, ainsi que les répétitions de liens vers un même terme.
- Les liens externes sont à placer uniquement dans une section « Liens externes », à la fin de l'article. Ces liens sont à choisir avec parcimonie suivant les règles définies. Si un lien sert de source à l'article, son insertion dans le texte est à faire par les notes de bas de page.
- La présentation des références doit suivre les conventions bibliographiques. Il est recommandé d'utiliser les modèles {{Ouvrage}}, {{Chapitre}}, {{Article}}, {{Lien web}} et/ou {{Bibliographie}}. Le mode d'édition visuel peut mettre en forme automatiquement les références.
- Insérer une infobox (cadre d'informations à droite) n'est pas obligatoire pour parachever la mise en page.

Pour une aide détaillée, merci de consulter Aide:Wikification.
Si vous pensez que ces points ont été résolus, vous pouvez retirer ce bandeau et améliorer la mise en forme d'un autre article.
L'assassinat de Brian Thompson, directeur général de UnitedHealthcare depuis 2021, est commis devant l'entrée du New York Hilton Midtown (en) à Manhattan, le 4 décembre 2024. Luigi Mangione est suspecté d'être l'auteur de l'assassinat.
La victime était en ville pour assister à une réunion annuelle des investisseurs du groupe UnitedHealth, société mère de UnitedHealthcare. Il avait été critiqué pour les rejets de demande d'indemnisation de soins de santé de la part de UnitedHealthcare. Sa famille rapporte qu'il avait reçu des menaces de mort par le passé. La fusillade a eu lieu tôt le matin et le suspect, initialement décrit comme un homme blanc portant un masque, a pris la fuite.
La mort de Thompson a suscité des réactions de mépris et de moquerie de la part de nombreux utilisateurs des réseaux sociaux à son égard et à l'égard de UnitedHealth Group. Plus largement, de nombreux Américains critiquent le système de santé américain. De nombreux utilisateurs des réseaux sociaux ont justifié cet assassinat. Ces réactions sont liées à la colère envers les pratiques commerciales de UnitedHealthcare et celles du secteur des assurances de santé aux États-Unis (en) dans son ensemble, principalement leurs stratégies visant à refuser la couverture des soins à leurs clients. La mort de Thompson a été mise en parallèle avec le préjudice subi ou la mort des clients de UnitedHealthcare à qui l’on a refusé des soins de santé. La famille de Thompson est devenue l'objet de harcèlement et de traque après sa mort sur divers réseaux sociaux, et a dû faire face à des divulgations d'informations personnelles et à des menaces. Au contraire, l'assassinat a également suscité une condamnation et une sympathie à l'égard de Brian Thompson.
Le 9 décembre 2024, Luigi Nicholas Mangione, 26 ans, est arrêté à Altoona, en Pennsylvanie et accusé de meurtre devant un tribunal de Manhattan le même jour,. Les autorités affirment que Luigi Mangione possédait un manifeste, plusieurs fausses pièces d'identité, un passeport américain, une arme imprimée en 3D et un silencieux imprimé en 3D correspondant à ceux utilisés lors de l'attaque,. Selon un haut responsable de la police locale, le manifeste est une critique des compagnies d'assurance santé qui privilégient les profits au détriment des soins des patients. Le texte intégral du manifeste a été publié ultérieurement.

## Contexte

### Thompson et UnitedHealthcare
Thompson était le directeur général (DG) de UnitedHealthcare, la branche assurance du groupe UnitedHealth, d'avril 2021 jusqu'à son décès,. Sa veuve, Paulette, a déclaré à NBC News que son mari avait reçu des menaces liées à un « manque de couverture ».
UnitedHealthcare est le premier assureur santé des États-Unis. La compagnie assure 49 millions d'Américains et disposait de 281 milliards de dollars de revenus pour l'année 2023. En 2021, Thompson a été critiqué dans une lettre ouverte de l'American Hospital Association en raison d'un projet de UnitedHealthcare visant à dérembourser ce qu'il considérait comme des visites non critiques aux urgences. UnitedHealthcare a été largement critiqué pour sa gestion des demandes de remboursement. UnitedHealthcare et d'autres compagnies d'assurances ont été cités dans un rapport d'octobre 2024 du sous-comité permanent d'enquête sur la sécurité intérieure du Sénat, montrant une augmentation des refus d'autorisation préalable pour les patients du Medicare Advantage.

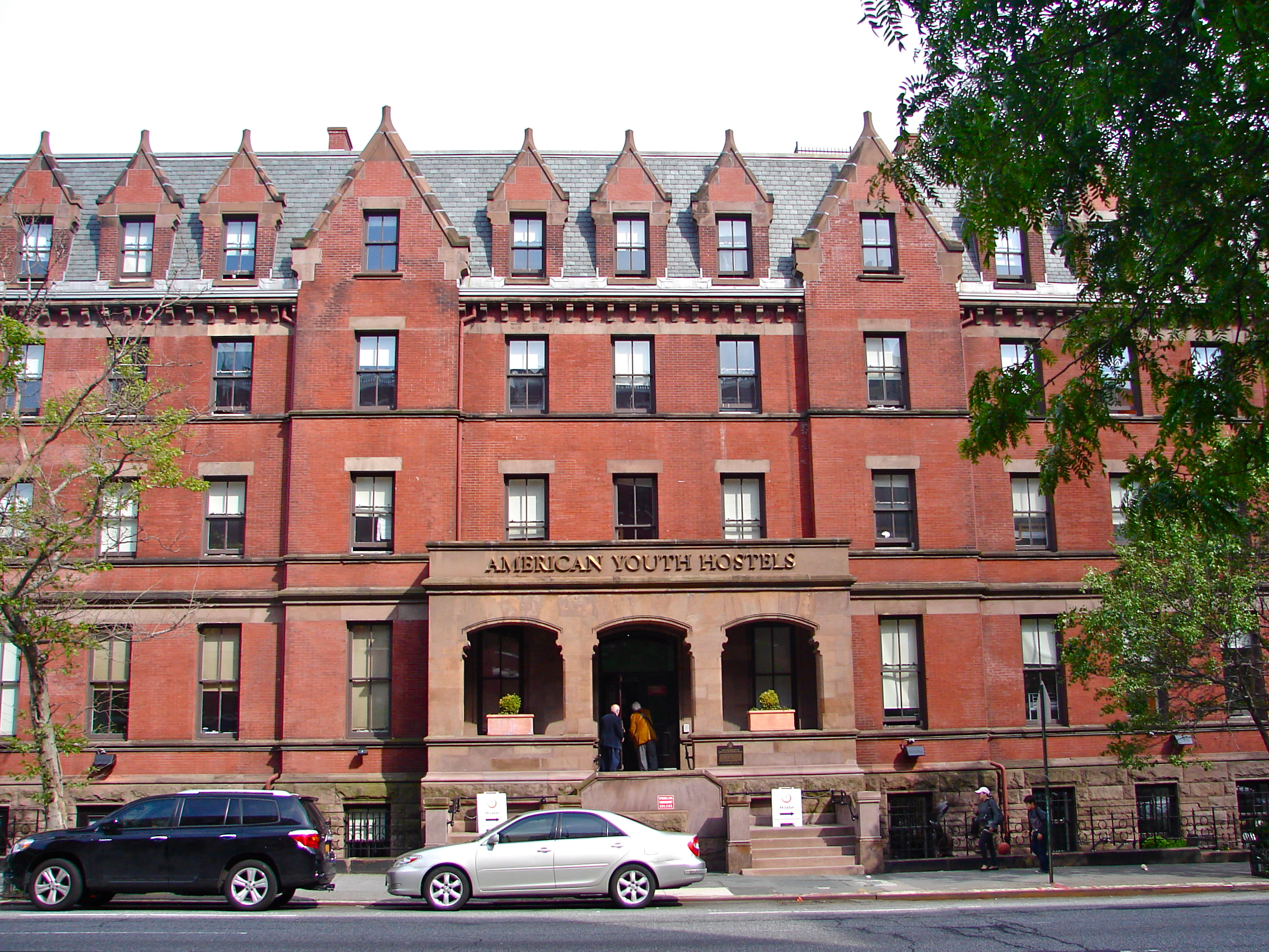
L'hôtel où l'agresseur a séjourné après son arrivée à New York en bus Greyhound.

De plus, sous la direction de Thompson, UnitedHealthcare a commencé l'utilisation de l'intelligence artificielle (IA) afin d'automatiser les refus de demandes d'indemnisation, ce qui a pour conséquence une baisse de l'accès aux soins médicaux pour les patients qui ont besoin. Entre 2020 et 2022, le taux de refus de demandes de soins post-aigus a plus que doublé. Un recours collectif déposé contre UnitedHealth Group en novembre 2023 affirme que la société avait sciemment utilisé un modèle d'IA qui avait un taux d'erreur de 90 %. En septembre 2024, une manifestation a eu lieu devant le siège social d'Optum (en), filiale du groupe UnitedHealth et fournisseur de services pharmaceutiques, à Eden Prairie, dans le Minnesota. Les manifestants ont affirmé que les pratiques commerciales d'Optum augmentaient artificiellement les coûts des médicaments et forçaient les pharmacies indépendantes à fermer.

### Les préparatifs de l'agresseur
Le suspect est arrivé à New York, le 24 novembre à bord d'un bus Greyhound. Le trajet commençait à Atlanta, mais les autorités ne savent pas de quel endroit précis il est parti,. Il s'est enregistré à HI New York City Hostel dans l'Upper West Side à Manhattan, le 24 novembre, avec une fausse carte d'identité du New Jersey et a payé en espèces. Il est resté à l’hôtel toutes les nuits, sauf une, des 10 jours qu'il a passés à New York, et est parti le 3 décembre.

## Assassinat
Le 2 décembre 2024, Brian Thompson arrive à New York pour une réunion annuelle des investisseurs du groupe UnitedHealth. Le 4 décembre 2024, vers 6 h 45 EST, Thompson marche le long de la West 54th Street en direction de l'hôtel Hilton Midtown de New York où se tenait la réunion. L’assaillant, vêtu d'un sweat à capuche marron clair ou crème, attend de l'autre côté de la rue, face à l'hôtel, pendant plusieurs minutes, puis traverse la rue lorsqu'il aperçoit Brian Thompson,. Lorsque Thompson arrive à l'entrée de l'hôtel, l’assaillant se trouve debout à environ 6 mètres de lui. Il tire au moins deux fois sur Thompson  avec un pistolet de 9 mm muni d'un silencieux,, le touchant au dos et au mollet droit.

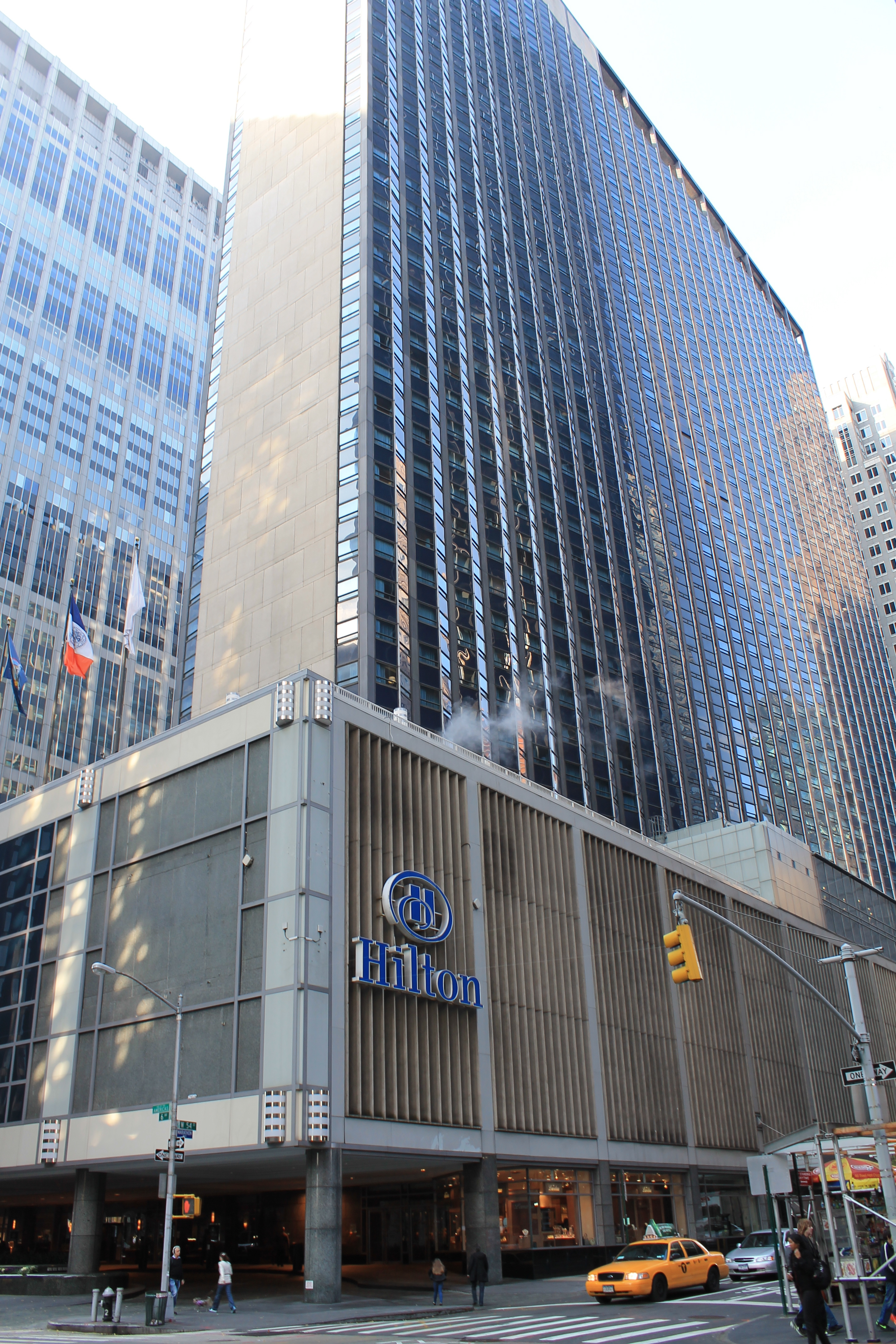
L'hôtel Hilton Midtown de New York en 2012. La 54th Street est à droite.

Dans l'enregistrement de la caméra de surveillance du meurtre, le tireur semble actionner manuellement le mécanisme après chaque tir, ce qui a amené les observateurs à croire que son arme était un pistolet semi-automatique défectueux,. Le 9 décembre, la police de l'État de New York (en) a découvert un pistolet et un silencieux imprimés en 3D dans le sac de Luigi Mangione, qui seraient compatibles avec l'arme observée dans la vidéo. Les images de la caméra de surveillance montrent également une silhouette, qui semble être une femme vêtue de noir et tenant une tasse, s'enfuyant alors que l'assassin, qui se trouve à quelques mètres de cette personne, ouvre le feu sur Brian Thompson.
Le tueur prend la fuite à bord d'un vélo électrique,. Selon la police, il aurait quitté la ville par la gare routière du pont George Washington,. Brian Thompson est transporté à l'hôpital Mount Sinai, où il est déclaré mort à 7 h 12.

## Enquête
Le 4 décembre 2024, la police de la ville de New York et le maire de New York, Eric Adams, déclarent qu'il semblait s'agir d'une attaque ciblée.

### Preuves recueillies par la police
Trois douilles ainsi que trois cartouches non tirées sont retrouvées sur les lieux. Les mots « delay », « deny » et « depose » sont inscrits sur les douilles. « Depose » est inscrit sur une douille d'une balle tirée sur Thompson, tandis que « delay » est marqué sur une cartouche non tirée éjectée lorsque le tireur a armé le pistolet, peut-être pour empêcher un bourrage ou pour jeter intentionnellement la balle. Comme ces trois mots sont similaires à l'expression « delay, deny, defend », bien connue par l’industrie de la santé qui correspond à une méthode d'évitement de payement des soins de santé, la police a enquêté pour savoir si ces mots suggéraient un mobile pour l'assassinat. Delay, Deny, Defend est un livre de 2010 de Jay Feinman (en), professeur à la retraite de la Rutgers Law School, dans lequel il critique le secteur de l'assurance.
Outre les douilles, une bouteille d'eau, un emballage de bonbons et un téléphone que l'on croit lié au tireur ont également été récupérés sur les lieux. Le 6 décembre, la police déclare avoir retrouvé le sac à dos du tireur à Central Park. Il contient une veste Tommy Hilfiger et de l'argent Monopoly.

### Recherche du suspect
Le 4 décembre, le département de police de la ville de New York (NYPD) offre jusqu'à 10 000 $ pour toute information sur le tireur. Le 5 décembre, les autorités publient des images d'un suspect prises par les caméras de surveillance de l'hôtel et d'un Starbucks. Deux images fixes montrent le visage du suspect, dont une où il sourit largement à une employée de l'hôtel, il aurait enlevé son masque après avoir flirté avec l'employée,. En plus de la récompense (en) de 10 000 $ offerte par le NYPD, le FBI se joint à l'enquête et offre jusqu'à 50 000 $ de récompense pour toute information menant à une arrestation et une condamnation.
Le suspect est décrit par la police comme un homme blanc, d'environ 1,85 mètres, portant une veste à capuche marron clair ou crème, un pantalon foncé et des baskets noires à semelles blanches. Il portait un sac à dos gris et cachait son visage avec un masque noir ,,,. La police déclare que le suspect semblait s'y connaître dans le maniement des armes à feu et le décrit comme étant « très conscient de la vidéosurveillance ».

## Le suspect

### Luigi Mangione
Luigi Nicholas Mangione, né le 6 mai 1998 à Towson (Maryland, États-Unis), est issu d’une famille aisée d'agents immobiliers renommés de Baltimore. Il est le fils de Kathleen Zannino et de Louis Mangione,. Il a fréquenté la Gilman School (en), un établissement privé réservé aux garçons de Baltimore, d'où il sort diplômé en tant que major de promotion en 2016. Il est diplômé d’ingénierie de l'université de Pennsylvanie (membre de l'Ivy League) et passionné d’informatique. Il est âgé de 26 ans au moment des faits. Selon les personnes qui l’ont fréquenté, il souffrait de sérieux problèmes de dos qui l'handicapaient dans sa vie quotidienne et intime,.
Après avoir obtenu son diplôme, il travaille comme ingénieur pour TrueCar (en) jusqu'en 2023 environ, selon les registres de l'entreprise. Sa dernière résidence connue est à Honolulu, à Hawaï. En novembre 2024, Luigi Mangione est porté disparu par sa mère, qui déclare que la famille n'avait pas eu de ses nouvelles  depuis juillet de cette année. Elle a contacté le département de police de San Francisco, croyant qu'il était employé par TrueCar à San Francisco.

### Arrestation
Le lundi 9 décembre 2024, à Altoona, en Pennsylvanie, Luigi Mangione est arrêté dans un restaurant McDonald's situé à East Plank Road, par la police locale, à la suite de l'appel d'un employé de McDonald's qui l'avait reconnu à partir d'images publiées par le NYPD la semaine précédente,. Altoona se trouve à environ 450 km à l'ouest de la ville de New York.
Selon certaines informations, Luigi Mangione porte sur lui un pistolet et un silencieux imprimés en 3D similaires à ceux utilisés lors de la fusillade, ainsi qu'un faux permis de conduire du New Jersey portant le même nom que celui que le tireur a utilisé pour s'enregistrer à l'hôtel de New York,,,. La police déclare aussi avoir trouvé un manifeste manuscrit de trois pages contenant 262 mots.

### Inculpation
Le 9 décembre, Luigi Mangione est inculpé dans le comté de Blair, en Pennsylvanie, pour port d'arme sans permis, contrefaçon, fausse identification auprès des autorités et possession d'« instruments du crime ». Il comparait en justice vers 18 heures au tribunal du comté de Blair et sa demande de libération sous caution lui est refusée,,. À la fin de la journée, il est accusé à Manhattan d'assassinat, de trois chefs de détention illégale d'armes et de contrefaçon,,. Le 10 décembre, sa demande de libération sous caution lui est à nouveau refusée. Il est détenu au State Correctional Institution de Huntingdon (en), un établissement pénitentiaire de l'État de Pennsylvanie à sécurité renforcée situé dans le  comté de Huntingdon. Par l'intermédiaire de son avocat de Pennsylvanie, Mangione a indiqué son intention de contester son extradition prévue vers New York,.
Le 13 décembre, Luigi Mangione embauche Karen Friedman Agnifilo (en), une ancienne procureure du district de Manhattan (en) et ancienne analyste juridique chez CNN, comme avocate pour son dossier de New York. Le 17 décembre, les procureurs de New York l'ont inculpé de meurtre au premier degré commis dans le cadre d'une action terroriste. Cette accusation est modifiée en fonction de l’accusation d'assassinat dont il était déjà accusé. L’accusation d'assassinat en tant qu’acte de terrorisme a plus de poids qu’une simple accusation d'assassinat. Cela est dû au fait que, selon la Loi de l'État de New York (en), ce type d’accusation ne peut être retenu contre un individu que s’il « avait l’intention d’intimider ou de contraindre une population civile, d’influencer les politiques d’une entité du gouvernement central, régional ou local par l’intimidation ou la coercition et d’influencer la conduite d’une entité du gouvernement central, régional ou local par le meurtre, l’assassinat ou l’enlèvement,. »  
Le 19 décembre, Luigi Mangione est extradé vers New York et transféré au Metropolitan Detention Center de Brooklyn après sa première comparution devant le tribunal fédéral de Manhattan,,. En plus des onze chefs d'accusation au niveau de l'État de New York, il fait face à quatre nouveaux chefs d'accusation fédéraux, dont deux chefs de harcèlement, une nouvelle infraction liée aux armes à feu et un meurtre par utilisation d'une arme à feu modifiée. Il est désormais passible de la peine de mort. Le 23 décembre, il plaide non-coupable de tous les chefs d'accusation retenus contre lui par l'État de New York,.
Le 1er avril 2025, le département de la Justice annonce que les procureurs généraux des États-Unis vont demander la peine de mort contre Luigi Mangione.  

### Opinions

#### Manifeste
Le 10 décembre, le journaliste Ken Klippenstein publie le texte intégral du manifeste de Luigi Mangione. Dans le document, Mangione affirme avoir agi seul et décrit ses méthodes comme impliquant « une ingénierie sociale élémentaire, une CAO de base et beaucoup de patience ». Il s'adresse directement aux forces de l'ordre, affirmant qu'il respecte leur travail et s'excuse pour tout « conflit ou des traumatismes » tout en affirmant que « cela devait être fait ».
Le manifeste critique le système de santé américain, soulignant les coûts élevés des soins de santé aux États-Unis malgré une espérance de vie relativement faible. Il a spécifiquement mentionné la capitalisation boursière de UnitedHealth, la décrivant comme l'une des plus grandes entreprises américaines. Le document fait référence à des critiques antérieures du système de santé, citant probablement des travaux d'Elisabeth Rosenthal et de Michael Moore et affirmait que la prise de conscience des problèmes n'est plus le problème principal, mais plutôt les « jeux de pouvoir ». Le manifeste conclut en décrivant l'auteur comme « le premier à y faire face avec une honnêteté aussi brutale ».

#### Réseaux sociaux
Selon Business Insider, les publications de Luigi Mangione montraient un certain scepticisme à l'égard des médecins et soutenaient l'idée que « sa vision du monde était influencée par des penseurs réactionnaires de droite ». Il semblait frustré par le domaine médical et affichait une attitude sceptique envers Joe Biden et Donald Trump. The New Republic a rapporté que « son compte X regorge de prises de position principalement de droite, légèrement nihilistes et technophiles concernant l'IA, la santé mentale, l'altruisme, l'histoire ancienne et la société en général ». Dans une critique de Goodreads de Industrial Society and Its Future, le manifeste de « Unabomber » alias Ted Kaczynski, le compte de Mangione décrit Unabomber comme « emprisonné à juste titre » et critique son utilisation de la violence contre des individus innocents, tout en affirmant que « 'La violence n'a jamais rien résolu' est une déclaration prononcée par des lâches et des prédateurs » et que « lorsque toutes les autres formes de communication échouent, la violence est nécessaire pour survivre »,.
Le compte de Mangione a republié plusieurs messages sur X critiquant le « wokisme »  ainsi que la sécularisation et le déclin du christianisme dans le monde occidental. Son compte Goodreads a signalé six livres liés aux douleurs chroniques du dos et à la chirurgie de la colonne vertébrale. Dans des publications, il a partagé du contenu faisant l'éloge de Peter Thiel et d'Elon Musk.
Des partisans de Mangione ont lancé des collectes de fonds participatives, notamment sur GoFundMe, pour couvrir ses frais juridiques, mais celles-ci ont été supprimées par la suite. Cependant, une campagne sur GiveSendGo reste active et avait collecté plus de 100 000 dollars au 15 décembre. Par ailleurs, des utilisateurs des réseaux sociaux ont partagé des liens vers le compte de cantine de Mangione en prison, encourageant les dons pour des articles comme des snacks, des sodas ou même un iPad.

## Réactions

### Réactions de l'opinion publique

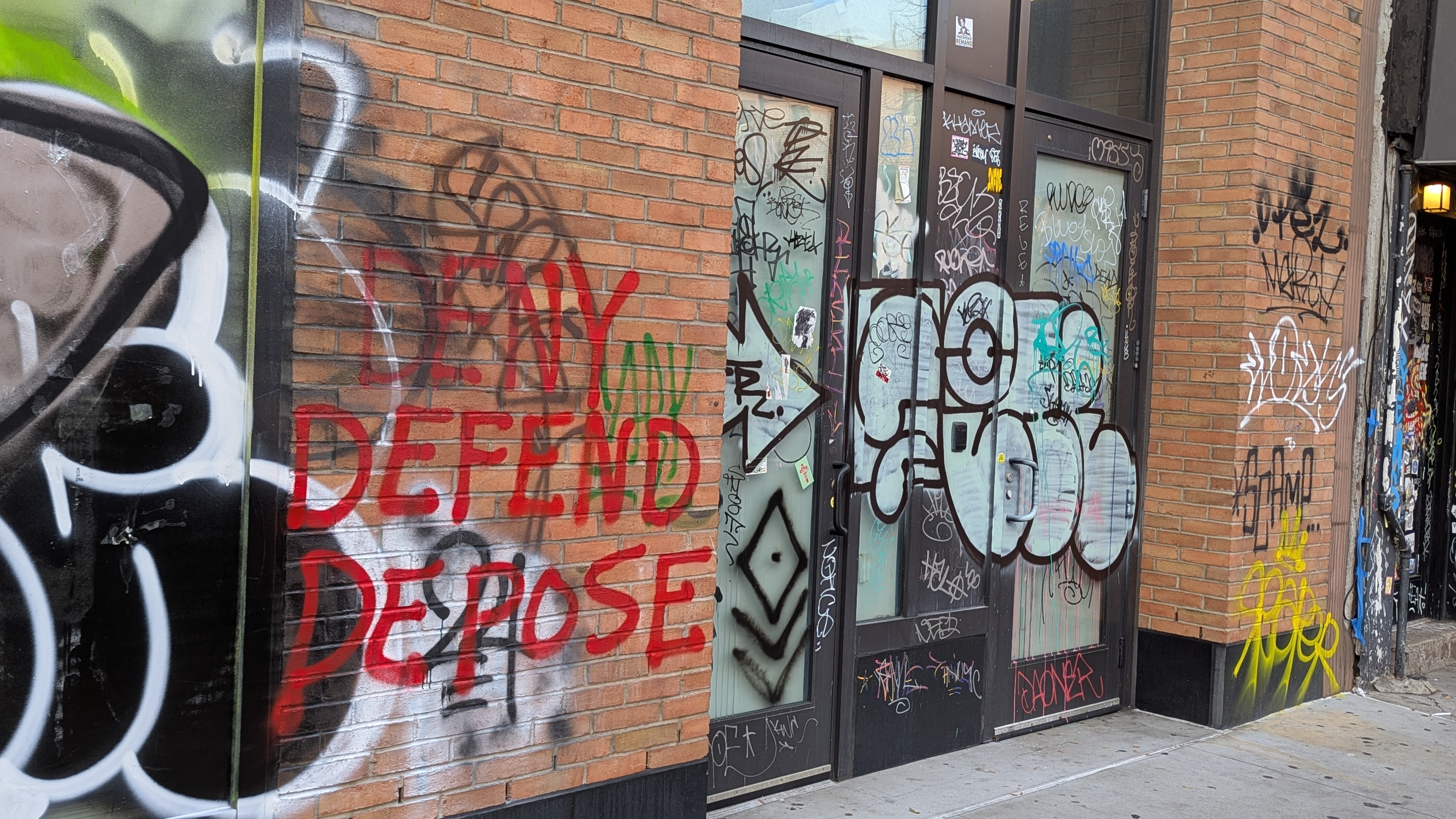
Graffiti reprenant la formule « Deny Defend Depose » de Luigi Mangione, à New York.

De nombreux utilisateurs des réseaux sociaux ont exprimé leur mépris envers Brian Thompson, UnitedHealthcare et les compagnies d'assurance santé américaines, tout en félicitant l'assaillant pour ses actes,,. Les utilisateurs des réseaux sociaux ont partagé des histoires personnelles de préjudices et de décès subis à la suite de refus de demandes d'indemnisation,, certains ont plaisanté sur l'assassinat via des mèmes et de l'humour noir. Peu de temps après l'événement, deux des maisons appartenant à la famille de Thompson ont subi un swatting. Anthony Zenkus, maître de conférences en travail social à l'université de Columbia, a déclaré sur les réseaux sociaux : « Aujourd'hui, nous pleurons la mort de... Brian Thompson, abattu... attendez, je suis désolé. – Aujourd'hui, nous pleurons la mort de 68 000 Américains qui meurent inutilement chaque année pour que des dirigeants de compagnies d'assurance comme Brian Thompson puissent devenir multimillionnaires »,. Un médecin a déclaré au Daily Beast qu'il pensait que le coupable devait être traduit en justice, mais a également déclaré que le rôle de Brian Thompson en tant que PDG avait conduit à de grandes souffrances et à des pertes de vies humaines, qu'il a décrites comme « de l'ordre de millions », ajoutant que « [il est] difficile pour moi de sympathiser lorsque tant de personnes ont souffert à cause de son entreprise ».
Un commentaire populaire sur le subreddit r/nursing a tourné en dérision la mort de Thompson en imitant une lettre de refus de couverture pour les soins d'urgence de Thompson. L'agresseur a attiré l'attention d'Internet en raison de sa ressemblance avec les acteurs Timothée Chalamet, Dave Franco et Jake Gyllenhaal,. Des commentateurs conservateurs, comme Ben Shapiro et Matt Walsh (en), ont reçu des réactions négatives en ligne de la part de leurs abonnés pour avoir condamné les critiques à propos de Brian Thompson et les avoir attribuées exclusivement à la gauche. Le restaurant McDonald's où a été arrêté Luigi Mangione, a été la cible d'un déferlement de critiques négatives après qu'un employé ait donné à la police une information menant à l'arrestation du suspect.
Le Network Contagion Research Institute a constaté que sur les dix publications les plus consultées sur X mentionnant Brian Thompson ou UnitedHealth, six d'entre elles soutenaient implicitement ou explicitement le meurtre ou critiquaient Brian Thompson. Certains commentaires importants ont appelé à de nouveaux assassinats de PDG et à une guerre de classe ; un chercheur de l'institut a déclaré que l'assassinat a été présenté comme « un coup d'envoi d'une guerre de classe » et que les éloges pour ce meurtre provenaient de tout le spectre politique. Après le décès de Brian Thompson, la société mère de UnitedHealthcare a publié une déclaration sur Facebook détaillant la mort et présentant ses condoléances officielles. Bien que la section des commentaires de la publication ait été désactivée, environ 90 000 utilisateurs de Facebook ont répondu à la publication avec une réaction « Haha » (ou « rire ») avec seulement 2,200 réactions « Triste » au 6 décembre,.
Zeynep Tüfekçi, professeur de sociologie et d'affaires publiques à l'université de Princeton et chroniqueuse du New York Times, a déclaré que la réaction du public à assassinat de Brian Thompson « devrait sonner l'alarme » et ressemblait à la réaction aux niveaux très élevés de cupidité, d'exploitation et d'inégalité économique des entreprises pendant l'âge d'or américain, une période caractérisée par des « mouvements politiques violents qui ciblaient les grand dirigeant d'entreprises, les politiciens, les juges et autres ». Elle a ajouté que « la concentration des richesses extrêmes aux États-Unis a récemment dépassé celle de l'âge d'or. Et la volonté des politiciens de faire pression pour des solutions publiques de grande envergure semble avoir presque disparu. Je crains qu'au lieu d'une ère de réformes, la réponse à cet acte de violence et à la colère généralisée qu'il a fait apparaître se limite à un nouveau cycle de retrait des plus riches. » Robert Pape, expert en violence politique de l'Université de Chicago, a déclaré à The Guardian que la réponse des commentateurs en ligne était révélatrice de l'acceptation croissante par les Américains de la violence pour régler les conflits civils.
Selon l'anthropologue David Picherit, si le public persiste à considérer collectivement que Luigi Mangione a usé de la violence pour rendre justice, il pourrait devenir un mythe moderne le rapprochant de la notion de banditisme social de l'historien  Eric Hobsbawm, à l'instar de Robin des Bois.
Dominic Pino, du National Review, a soutenu que seule une minorité bruyante soutenait l'assassinat de Brian Thompson, citant des enquêtes de Gallup et de la Kaiser Family Foundation où une majorité des personnes interrogées ont déclaré être satisfaites de leurs soins de santé.

### Compagnies d'assurances de santé
Le PDG du groupe UnitedHealth, Andrew Witty, a défendu les pratiques de refus d'indemnisation de la société dans une vidéo divulguée après la fusillade mortelle de Brian Thompson. Enregistré le 5 décembre, le lendemain du décès de Brian Thompson, Witty a souligné le rôle de l'entreprise pour garantir des soins « sûrs et appropriés » et que le géant de l'assurance continuera à prévenir les « soins non nécessaire».
UnitedHealthcare, Blue Cross Blue Shield (en) et CVS Health, qui exploite Aetna, ont tous supprimé les photographies et d'autres informations de leurs dirigeants sur leurs sites web après l'assassinat de Brian Thompson,. De plus, les jours qui ont suivi la mort de Thompson ont vu une augmentation des demandes de services de protection et de sécurité pour les PDG et les cadres d'entreprise, selon la société de sécurité privée (en) Allied Universal (en). Michael Sherman, ancien médecin-chef de Point32Health, a justifié les inquiétudes des dirigeants des assurances de santé en déclarant : « Il ne semble pas paranoïaque de s'inquiéter du fait qu'une personne à qui l'on a refusé des services qu'elle estime importants puisse être dans un état d'instabilité émotionnelle. »
En référence à la réaction en ligne à la mort de Thompson, Jeffrey Sonnenfeld, qui dirige le Chief Executive Leadership Institute, affilié à Yale, a déclaré : « Nous avons vu la conversion effrayante et étrange de personnes en colère et dérangées. » Un dirigeant d'une compagnie d'assurance de santé a été cité par le Financial Times comme disant que les menaces contre les compagnies d'assurance de santé sont courantes et que « nous avons eu des moments où vous avez refusé la protonthérapie à un enfant souffrant de crises d'épilepsie et le parent a paniqué ». Un autre dirigeant a déclaré : « Ce qui est le plus inquiétant, c'est la capacité des gens à se cacher derrière leur clavier et à perdre leur humanité. »,
Après l'assassinat, Anthem Blue Cross a annulé une décision controversée visant à limiter la durée de couverture de l'anesthésie chirurgicale dans le Connecticut, New York et le Missouri.

### Réactions des politiques
En réponse à l'assassinat, des responsables politiques, dont le gouverneur du Minnesota Tim Walz et la sénatrice Amy Klobuchar, ont exprimé leur consternation et présenté leurs condoléances à la famille. Walz a dit qu'il connaissait Brian Thompson. Le député démocrate sortant Dean Phillips a écrit qu'il était « horrifié par l'assassinat d'un de mes électeurs, Brian Thompson, ce matin à New York et que je prie pour sa famille ». En ce qui concerne l'assassinat, le député du Maryland Nino Mangione (en), cousin de Luigi Mangione, a déclaré : « Nous offrons nos prières à la famille de Brian Thompson et nous demandons aux gens de prier pour toutes les personnes impliquées ».
Commentant l'assassinat de Brian Thompson dans une interview sur ABC's This Week le 10 décembre 2024, le représentant démocrate de la Chambre des représentants Ro Khanna a déclaré : « Il n'y a aucune justification à la violence ». Il a ajouté que la réaction de l'opinion publique à l'assassinat de Brian Thompson ne l'avait pas surpris car « nous gaspillons des centaines de milliards par an en dépenses administratives liées aux soins de santé qui rendent les PDG et les actionnaires fortunés des compagnies d'assurance incroyablement riches alors que 85 millions d'Américains ne sont pas assurés ou sont mal-assurés ».